# 九故事
《九故事》（Nine Stories）是美国作家杰罗姆·大卫·塞林格的一部短篇小说集，1953年4月发行。书中包括了塞林格最为人所熟知的几部短篇小说。

## 简介
- 《逮香蕉鱼的最佳日子》 1948年1月《纽约客》
- 《威格利大叔在康涅狄格州》 1948年3月 《纽约客》
- 《就在跟爱斯基摩人开战之前》 1948年6月 《纽约客》
- 《笑面人》1949 《纽约客》
- 《下到小船里》 1949年4月 《哈泼斯》
- 《为埃斯米而作——既有爱也有污秽凄苦》 1950年4月 《纽约客》
- 《嘴唇美丽而我的双眸澄碧》 1951年7月 《纽约客》
- 《德·杜米埃-史密斯的蓝色时期》 1952年5月 《世界评论》（英国）
- 《特迪》1953年1月 《纽约客》

## 相关阅读
- 杰罗姆·大卫·塞林格
- 麦田里的守望者